# Клуб творчої молоді
Клуб творчої молоді, також Клуб творчої молоді «Сучасник» — осередок ранніх шістдесятників, що діяв у 1960—1964 роках у Києві.

## Історія
Легендарний Клуб Творчої Молоді (КТМ) було створено Лесем Танюком наприкінці 1959 року – стверджує «Енциклопедія історії України». Але існує й інша дата заснування: 8 березня 1960 року, яку називає власне сам Лесь Танюк, який і став першим обраним президентом Клубу. Розходження  в датах пояснюється різночитанням актуальності акцій Клубу для суспільства, які лягли в основу Статуту: в одному випадку це – початок відтворення заборонених тоді в Україні колядок і щедрівок, в іншому – дата перших, «законодавчих» зборів Клубу. «Присутні були Костянтин Кримець, диригент; Женя Ганін, музикант; Ігор Ткачиков, архітектор; Олесь Бердник, письменник; «щедрівна група» з консерваторії (Л. Танюк).
«Основоположними історичними джерелами до історії шістдесятництва є його власна документальна спадщина» (С. Білокінь). Це передовсім документи і щоденна фіксація фактів у 60-томному виданні Щоденників без купюр Л.Танюка  (217 переплетених машинописних і рукописних томів, які згодом перетворились на 52 томи паперового видання, 2003-2021; вони є у провідних бібліотеках України, в базі Інтернет), літописі життя країни, «хронологічному “зрізі” епохи» (Мирослав Маринович).
Після перших же акцій Клубу влада продемонструвала політичну розгубленість перед його відвертою національно орієнтованою позицією і спадкоємністю з цінностями Розстріляного Відродження. Саме тому партійна влада столиці вирішила покласти відповідальність за «ненормовану» діяльність Клубу на владу комсомольську – і передала Клуб до відомства Київського міськкому комсомолу, у відділ Миколи Сороки, під безпосереднє кураторство Н.Корнієнко, яка займалась культурою.
Клуб функціонував у приміщенні кінозалу Жовтневого палацу (Київ). Головою клубу було обрано режисера Леся Танюка. Клуб поділявся на п'ять секцій за інтересами: письменницька, художня, музична, кіно, театральна, джазова (джаз тоді був офіційно заборонений). При клубі діяв джазовий ансамбль, «Другий український театр». Членами клубу були, зокрема, Іван Дзюба, Євген Сверстюк, Іван Світличний, Василь Симоненко, Станіслав Тельнюк, Іван Драч, Микола Вінграновський, Ліна Костенко та ін.; художники: Алла Горська і її чоловік Віктор Зарецький, Опанас Заливаха, Людмила Семикіна, Галина Севрук, Галина Зубченко та ін. До клубу входило багато студентів київських вишів.
В рамках клубу проводилися нерегламентовані мистецькі виставки, етнографічні свята, творчі вечори, зокрема Ліни Костенко, Івана Драча, Миколи Вінграновського, лекції Михайла Брайчевського, Олени Апанович. Влаштовувалися краєзнавчі експедиції, наприклад, поїздки Україною за ініціативи видатного історика архітектури й мистецтвознавця Григорія Логвина, мистецтвознавця Михайла Литвина та за підтримки Максима Рильського з метою опису вцілілих церков і спробою «ескізної реконструкції» знищених. За ініціативи клубу було створено студентський міжвишівський фольклорний мандрівний хор «Жайворонок».
У березні 1962 року художники Алла Горська, Людмила Семикіна та вже на той час відомий поза межами України Віктор Зарецький підняли питання про незадовільний стан української мови і культури в УРСР. Іван Світличний, Іван Дзюба та інші представники інтелігенції підтримали цю дискусію. Великий резонанс мав перший в Україні літературний вечір пам'яті Леся Курбаса, що проводився (12 травня 1962 року), розстріляного тоталітарним радянським ГУЛАГом і табуйованого в Україні навіть після його реабілітації. Ірина Стешенко, друг і соратник КТМ і особисто Танюка, курбасівська  актриса і відомий український перекладач, онука Старицького і дочка Івана Стешенка, в свою чергу, допомогла залучити до участі акторів-курбасівців. Вечору передувала виставка творів студентів художнього інституту, котра за завданням КДБ була розгромлена бригадмілом при Ленінському РК ЛКСМУ. На вечорі пам'яті Миколи Куліша поет Микола Бажан вперше порушив питання про репресії 1930-х років. Клуб запровадив щорічне громадське вшанування пам'яті Тараса Шевченка, Івана Франка, Лесі Українки. Після меморандуму Леся Танюка, Василя Симоненка та Алли Горської, зверненого до київської міськради з пропозицією оприлюднити дані про масові розстріли, що вчинили війська НКВС у Биківні, клуб почав зазнавати дедалі більших переслідувань. Влада і КГБ заборонили Танюка на посаді президента Клубу. Другим президентом обрали Віктора Зарецького. Врешті 1964 року клуб було закрито, а члени клубу зазнали каральних заходів.
У 1964 художники Алла Горська, Опанас Заливаха, Людмила Семикіна, Галина Севрук та Галина Зубченко створили вітраж «Шевченко. Мати» до 150-річчя Тараса Шевченка у вестибюлі Червоного корпусу КНУ. Скликана після цього комісія кваліфікувала його як ідейно ворожий, тож вітраж був знищений київською партійною владою. Аллу Горську і Людмилу Семикіну через це виключили зі Спілки художників.
З позицій історичного часу, що відділяє нас від 1960-х років, і в результаті наукових досліджень власне шістдесятників та їх пізніших колег стали зрозумілими роль і місія Клубу.
Стратегія КТМ за його реальними справами виявилась настілки знаковою для українського суспільства, що сьогодні ми можемо ствердно заявити: Клуб став тим пасіонарним національним творчим кластером, який заклав фундамент сучасного українського громадянського суспільства. І не випадково у всіх Майданах безпомильно вгадуються гасла національних ідей свободи, креативного модерного суспільства, моральної влади, творчого розвитку країни і суспільства на засадах культури. Саме ці засади були з’явлені Клубом як стратегічні і саме вони втілювались тоді у реальність.
Аналогічні до київського клуби діяли в той час і в інших містах України:
- у Львові — клуб «Пролісок», голова Михайло Косів, члени: Михайло Горинь, Богдан Горинь, Григорій Чубай, Ігор Калинець, Ірина Стасів-Калинець та інші.
- в Одесі;
- у Харкові Микола Шейко, підтримавши Танюка, долучився до створення клубу тут;
- в м. Придніпровське (зараз входить до м. Дніпро) — члени: Б. Уніат, М. Скорик, І. Сокульський.